# Anolis auratus
Anolis auratus is een hagedis uit de familie anolissen (Dactyloidae).

## Naam en indeling
De wetenschappelijke naam van de soort werd voor het eerst voorgesteld door François Marie Daudin in 1802. Later werd de wetenschappelijke naam Norops auratus gebruikt.

## Uiterlijke kenmerken
Mannetjes bereiken een totale lichaamslengte van ongeveer 21 centimeter (kopromp-lengte 4,9 cm). Vrouwtjes worden iets groter en bereiken een kopromplengte van ongeveer 5,4 cm. De totale lichaamslengte is veel langer door de staart, die ongeveer vier keer de lichaamslengte beslaat. Mannetjes hebben een blauwe keelvlag met gele vlekjes. De juvenielen hebben reeds dezelfde kleur als de ouderdieren.

## Verspreiding en habitat
De soort komt voor in delen van Zuid- en Midden-Amerika en leeft in de landen Brazilië, Colombia, Costa Rica, Ecuador, Frans-Guyana, Panama en Venezuela. Het is een typische bewoner van graslanden die leeft in savannen , voornamelijk langs de kust.